# Cry Alone
Cry Alone è un singolo del rapper statunitense Lil Peep, pubblicato il 18 ottobre 2018 come terzo estratto dal suo album in studio Come Over When You're Sober, Pt. 2.
La canzone utilizza un campionamento del brano The Devil Speaks del rapper Prxjek, che è stata prodotta da HKFiftyOne.

## Antefatti
La canzone è stata mostrata inizialmente su Instagram da Smokeasac, produttore di Lil Peep nonché suo migliore amico. Successivamente è stato annunciato dalle proprietà di Peep sui suoi social media. Il 16 ottobre 2018, è stato annunciato sulla pagina Instagram di Lil Peep che la canzone verrà rilasciata insieme al relativo video il giorno dopo. Come si presume dall'hashtag "#COWSY2" che c'era in allegato a quel post, Cry Alone è una delle canzoni estratte per il primo album postumo e secondo in studio di Lil Peep chiamato Come Over When You're Sober, Pt. 2. Il video è stato caricato per errore ma poi cancellato all'istante. La madre di Peep, Liza, ha dichiarato sul suo Instagram che questo era dovuto al suo "entusiasmo nel caricarlo, vi ho dato un'anteprima la scorsa notte". Originariamente Peep voleva inserire la traccia in Come Over When You're Sober, Pt. 1, tuttavia ha preferito adattarla al concetto del seguito Come Over When You're Sober, Pt. 2.

## Video musicale
Il video musicale è stato pubblicato il 18 ottobre 2018 su Youtube. Il video è stato diretto da Max Beck ed è stato prodotto da Mezzy. Le riprese del video musicale si sono tenute a Berkeley, California, nel maggio 2017.
Secondo Max Beck, ha contattato Peep quando vide un suo messaggio su Twitter dove chiedeva se qualcuno potesse portarlo al McDonald di Berkeley. Beck gli chiese cosa stesse facendo in città (in quel momento il regista viveva nella Bay Area) e Peep gli disse che aveva appena finito un live a San Francisco e che sarebbe dovuto andare al suo hotel per fare delle foto. I due si incontrarono e parlarono di girare vari video e il regista suggerì di girare un video musicale quella notte. Peep disse che era in tempismo perfetto poiché aveva appena registrato un po' di nuova musica e gli disse che avrebbero scelto la canzone quando i due si sarebbero incontrati. Dopo aver ascoltato alcune canzoni diverse e discusso delle idee, decisero Cry Alone. A detta di Beck, "È l'unica canzone che si adatta all'energia della notte".

## Tracce
1. Cry Alone – 2:47 (testo: Dylan Mullen, Gustav Åhr – musica: Smokeasac, IIVI, Dylan Cooper)

## Formazione

### Musicisti
- Lil Peep - voce, testi

#### Altri musicisti
- Dylan Cooper - tastiera, chitarra, batteria
- Smokeasac - tastiera, batteria
- George Astasio - batteria
- Jason Pebworth - tastiera
- Jon Shave - tastiera

### Produzione
- Smokeasac - produzione
- IIVI - produzione
- Dylan Cooper - produzione
- Chris Athens - mastering
- Jaycen Joshua - missaggio

## Classifiche
| Classifica (2018) | Posizione massima |
| ----------------- | ----------------- |
| Nuova Zelanda     | 20                |
| Svezia            | 96                |